# Valeri Boure
 (octobre 2014).
Si vous disposez d'ouvrages ou d'articles de référence ou si vous connaissez des sites web de qualité traitant du thème abordé ici, merci de compléter l'article en donnant les références utiles à sa vérifiabilité et en les liant à la section « Notes et références ».
Pour les articles homonymes, voir Boure.
Valeri Vladimirovitch Boure - en russe Валерий Владимирович Буре (Valeri Vladimirovitch Bouré), en anglais Valeri Bure - (né le 13 juin 1974 à Moscou en URSS) est un joueur professionnel russe de hockey sur glace. Il évoluait au poste d'ailier droit.

## Carrière
Il a été repêché par les Canadiens de Montréal au cours du repêchage d'entrée en 2e ronde, en 33e position en 1992. Il faisait partie du trio de Saku Koivu et du russe Oleg Petrov. Un des plus petits trio (en grandeur) célèbre du Canadien. Valeri a toujours été un joueur ayant une rapidité phénoménale. Jouant 3 saisons avec le CH alors que les fans craignaient qu'on n'ait pas repêché le ""bon" frère Boure. Échangé, le Russe a joué pour les Flames de Calgary pendant 4 saisons, pour les Stars de Dallas, les Panthers de la Floride, les Blues de Saint-Louis et pour finir sa courte carrière de 621 matchs avec les Panthers en 2004. Il n'était pas du même talent que son frère aîné Pavel.
Il a représenté la Russie en compétitions internationales.

## Vie personnelle
Il est le frère de Pavel Boure ainsi que le mari de l'actrice Candace Cameron Bure depuis 1996.

## Statistiques
| Saison     | Équipe                   | Ligue      |     | Saison régulière | Saison régulière | Saison régulière | Saison régulière | Saison régulière |    | Séries éliminatoires | Séries éliminatoires | Séries éliminatoires | Séries éliminatoires | Séries éliminatoires |
| Saison     | Équipe                   | Ligue      | PJ  | B                | A                | Pts              | Pun              | PJ               | B  | A                    | Pts                  | Pun                  |                      |                      |
| 1990-1991  | CSKA Moscou              | URSS       | 3   | 0                | 0                | 0                | 0                | -                | -  | -                    | -                    | -                    |                      |                      |
| 1991-1992  | Chiefs de Spokane        | LHOu       | 53  | 27               | 22               | 49               | 78               | 10               | 11 | 6                    | 17                   | 10                   |                      |                      |
| 1992-1993  | Chiefs de Spokane        | LHOu       | 66  | 68               | 79               | 147              | 49               | 9                | 6  | 11                   | 17                   | 14                   |                      |                      |
| 1993-1994  | Chiefs de Spokane        | LHOu       | 59  | 40               | 62               | 102              | 48               | 3                | 5  | 3                    | 8                    | 2                    |                      |                      |
| 1994-1995  | Canadiens de Fredericton | LAH        | 45  | 23               | 25               | 48               | 32               | -                | -  | -                    | -                    | -                    |                      |                      |
| 1994-1995  | Canadiens de Montréal    | LNH        | 24  | 3                | 1                | 4                | 6                | -                | -  | -                    | -                    | -                    |                      |                      |
| 1995-1996  | Canadiens de Montréal    | LNH        | 77  | 22               | 20               | 42               | 28               | 6                | 0  | 1                    | 1                    | 6                    |                      |                      |
| 1996-1997  | Canadiens de Montréal    | LNH        | 64  | 14               | 21               | 35               | 6                | 5                | 0  | 1                    | 1                    | 2                    |                      |                      |
| 1997-1998  | Canadiens de Montréal    | LNH        | 50  | 7                | 22               | 29               | 33               | -                | -  | -                    | -                    | -                    |                      |                      |
| 1997-1998  | Flames de Calgary        | LNH        | 16  | 5                | 4                | 9                | 2                | -                | -  | -                    | -                    | -                    |                      |                      |
| 1998-1999  | Flames de Calgary        | LNH        | 80  | 26               | 27               | 53               | 22               | -                | -  | -                    | -                    | -                    |                      |                      |
| 1999-2000  | Flames de Calgary        | LNH        | 82  | 35               | 40               | 75               | 50               | -                | -  | -                    | -                    | -                    |                      |                      |
| 2000-2001  | Flames de Calgary        | LNH        | 78  | 27               | 28               | 55               | 26               | -                | -  | -                    | -                    | -                    |                      |                      |
| 2001-2002  | Panthers de la Floride   | LNH        | 31  | 8                | 10               | 18               | 12               | -                | -  | -                    | -                    | -                    |                      |                      |
| 2002-2003  | Panthers de la Floride   | LNH        | 46  | 5                | 21               | 26               | 10               | -                | -  | -                    | -                    | -                    |                      |                      |
| 2002-2003  | Blues de Saint-Louis     | LNH        | 5   | 0                | 2                | 2                | 0                | 6                | 0  | 2                    | 2                    | 8                    |                      |                      |
| 2003-2004  | Panthers de la Floride   | LNH        | 55  | 20               | 25               | 45               | 20               | -                | -  | -                    | -                    | -                    |                      |                      |
| 2003-2004  | Stars de Dallas          | LNH        | 13  | 2                | 5                | 7                | 6                | 5                | 0  | 3                    | 3                    | 0                    |                      |                      |
| Totaux LNH | Totaux LNH               | Totaux LNH | 621 | 174              | 226              | 400              | 221              | 22               | 0  | 7                    | 7                    | 16                   |                      |                      |